# Maurits Wynants
Maurits Wynants (Duisburg, 2 april 1944 - Leuven, 5 december 2005) was een Belgisch historicus.

## Levensloop
Wynants promoveerde tot licentiaat in de Wijsbegeerte en Letteren (Germaanse talen) aan de Katholieke Universiteit Leuven en werd leraar aan het Heilig-Hartcollege, Wezembeek-Oppem. Vervolgens werd hij gedetacheerd wetenschappelijk medewerker aan het Algemeen Rijksarchief en aan het Koninklijk Museum voor Midden-Afrika. Hij deed er onder meer onderzoek in het Stanleyarchief.
Hij was stichter, voorzitter en/of lid van verscheidene socioculturele verenigingen in Tervuren en Vlaams-Brabant, inzonderheid van de Koninklijke Heemkundige Kring Sint-Hubertus, van de vrienden van de School van Tervuren en van Euroart, een Europese vereniging van kunstenaarsdorpen.

## Politiek
Hij werd in 1982 verkozen tot CVP-gemeenteraadslid van Tervuren en werd in oktober 1983 schepen. Na de verkiezingen van 1988 werd zijn mandaat verlengd. In 1992 nam hij ontslag, wegens meningsverschillen met zijn partij.
In 2000 werd hij verkozen op de Agalev-lijst en zorgde mee voor een coalitie Gemeentebelangen Tervuren - Agalev - Volksunie-ID, die de CVP naar de oppositie stuurde. Wynants werd eerste schepen, bevoegd voor Cultuur, Onderwijs, Ontwikkelingssamenwerking en Integratie.
In 2004 trok hij zich terug, vanwege zijn gezondheidsproblemen. Hij bleef voorzitter van de gemeentelijke museumcommissie van het Hof van Melijn. In 2009 werd in het gemeentelijke museum Hof van Melijn een gedenksteen ter zijner nagedachtenis geplaatst. 
Door de gemeente Tervuren werd in 2011 een 'Cultuurprijs Maurits Wynants' opgericht voor personen, organisaties of instellingen die bijdragen aan een grotere uitstraling van Tervuren op cultureel of artistiek vlak.

## Laureaten Cultuurprijs Maurits Wynants
- 2011: Ward Lernout
- 2014: Roger Derongé
- 2017: Herman De Vilder
- 2020: Frank Ruttens

## Publicaties
- (samen met Eric Aerts): Heksen in de Zuidelijke Nederlanden (16de-17de eeuw) en Les Sorcières dans les Pays-Bas méridionaux XVIe-XVIIe siècles (Algemeen Rijksarchief en Rijksarchief in de Provinciën. Educatieve Dienst. Dossiers, 2de reeks, nr. 2), Brussel, 1989.
- (samen met Robert Wellens): België en zijn koningen: dossier bij de gelijknamige tentoonstelling in het Algemeen Rijksarchief, Brussel 1990.
- (samen met Ilse Eggers en Lieve De Mecheleer): Geschiedenis van de loterijen in de Zuidelijke Nederlanden (15de eeuw-1934), 1994.
- De Sint-Hubertuskapel en de Sint-Hubertusverering te Tervuren (Vura Ducum, 1), Tervuren, 1995.
- Duisburg, oude vrijheid op nieuwe wegen (Vura Ducum, 2), Tervuren, 1996.
- Van Hertogen en Kongolezen: Tervuren en de Koloniale Tentoonstelling 1897, Tervuren, 1997.
- (samen met Herman De Vilder): L'école de Tervueren en De School van Tervure, vzw De Vrienden van de School van Tervuren, Tervuren, 2000.
- (samen met Peter Daerden): Inventaris van het Archief Henry M. Stanley, Tervuren, Koninklijk Museum van Midden-Afrika, 2005.